# Neivamyrmex emersoni
Neivamyrmex emersoni är en myrart som först beskrevs av Wheeler 1921.  Neivamyrmex emersoni ingår i släktet Neivamyrmex och familjen myror. Inga underarter finns listade i Catalogue of Life.